# Флоренс Баллін
Флоренс Баллін (англ. Florence Ballin; 27 квітня 1887 — 1 квітня 1975) — колишня американська тенісистка.
Найвищим досягненням на турнірах Великого шолома були фінали в змішаному парному розряді.

## Фінали турнірів Великого шолома

### Мікст (3 поразки)
| Результат | Рік  | Турнір             | Покриття | Партнерка   | Суперниці                           | Рахунок         |
| --------- | ---- | ------------------ | -------- | ----------- | ----------------------------------- | --------------- |
| Поразка   | 1916 | U.S. Championships | Трава    | Білл Тілден | Елеонора Сірс Willis E. Davis       | 4–6, 5–7        |
| Поразка   | 1917 | U.S. Championships | Трава    | Білл Тілден | Молла Б'юрстедт Маллорі Ірвінґ Райт | 12–10, 1–6, 3–6 |
| Поразка   | 1919 | U.S. Championships | Трава    | Білл Тілден | Маріон Зіндерштайн Вінсент Річардс  | 6–2, 9–11, 2–6  |